# Kurt Machens

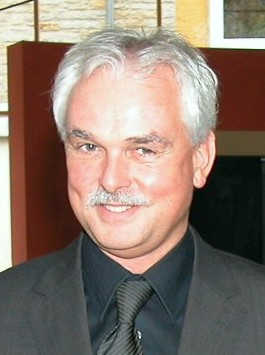
Kurt Machens (2008)

Kurt Machens (* 18. September 1954 in Hildesheim) ist ein deutscher Politiker und Facharzt für Chirurgie. Er war mit zwischenzeitlicher Unterbrechung bis 31. Januar 2014 Oberbürgermeister der Stadt Hildesheim. Als Hauptakteur der so genannten Pecunia non olet-Affäre geriet er bundesweit in die Schlagzeilen.

## Leben und Beruf
Nach dem Abitur am Bischöflichen Gymnasium Josephinum in Hildesheim studierte Machens zunächst Medizin in Essen und Göttingen und arbeitete anschließend als Unfallchirurg. Im Jahr 2003 absolvierte er einen Zusatzstudiengang für „Total-Quality-Management“ an der Universität Kaiserslautern und wechselte vom aktiven Unfall-Chirurgen zum Qualitätsmanagement-Beauftragten am Hildesheimer St.-Bernward-Krankenhaus.
Machens ist verheiratet und hat drei Kinder. Er ist seit 1982 Mitglied und Alter Herr der katholischen Studentenverbindung AV Palatia Göttingen im CV und war bis zum Amtsantritt des hauptamtlichen Oberbürgermeisters Oberfeldarzt der Reserve der Bundeswehr. Sein Bruder Klaus-Michael Machens war Direktor des Zoo Hannover.
Kurt Machens arbeitete 2017 für TUI Cruises als Schiffsarzt auf der Mein Schiff 6.

## Politische Laufbahn
Machens trat bereits als Jugendlicher der CDU bei und engagierte sich zunächst in der Schüler Union und der Jungen Union.
Im Jahr 1986 zog er erstmals in den Rat der Stadt Hildesheim ein. 1991 wurde er zum ehrenamtlichen Oberbürgermeister der Stadt Hildesheim gewählt. Dieses Amt übte er bis zum 4. November 2002 aus, als er im Zusammenhang mit der so genannten „Pecunia non olet“-Affäre (siehe unten) auf Antrag seiner eigenen Fraktion durch den Rat der Stadt abberufen wurde. Einen Rücktritt hatte er zuvor abgelehnt. Neuer Oberbürgermeister wurde Ulrich Kumme (CDU).
Zu den ersten Direktwahlen zum Amt des hauptamtlichen Oberbürgermeisters der Stadt Hildesheim (vgl. Eingleisigkeit) trat Machens als Kandidat des neu gegründeten „Bündnis für Hildesheim (Bündnis!)“ an. Am 2. Oktober 2005 konnte er die Stichwahl gegen Ulrich Kumme (CDU) mit 54,9 Prozent der abgegebenen Stimmen für sich entscheiden. Die Amtsgeschäfte übernahm er am 1. Februar 2006.
Am 22. September 2013 verlor Machens die Oberbürgermeisterwahl gegen den ebenfalls parteilosen Kandidaten Ingo Meyer. Kurt Machens übergab die Amtsgeschäfte zum 1. Februar 2014.

## Die „Pecunia non olet“-Affäre
Die Abwahl von Kurt Machens als ehrenamtlicher Oberbürgermeister im Jahr 2002 erfolgte im Zuge von Korruptionsvorwürfen, die gegen ihn erhoben wurden und die zu einer Anklage durch die Staatsanwaltschaft wegen schwerer Bestechlichkeit geführt hatten. Die Affäre ist aber auch im Zusammenhang mit schon lange schwelenden politischen und persönlichen Konflikten zwischen Machens und mehreren CDU-internen Gegnern (darunter Niedersachsens ehemaliger Finanzminister Hartmut Möllring) zu sehen.
Machens hatte gemeinsam mit sechs anderen Personen aus seinem Umfeld, darunter auch zwei CDU-Ratsmitgliedern, einen eingetragenen Verein namens Pecunia n. o. (lateinisch Pecunia non olet ‚Geld stinkt nicht‘) gegründet, dessen Zweck vor allem darin bestand, Spenden zu sammeln. Über die Verwendung der gesammelten Geldmittel, die kulturellen, sportlichen und sozialen Einrichtungen sowie Schulen in Hildesheim zugutekamen, entschieden alleine die Vereinsmitglieder. Der Rat der Stadt, die Verwaltung und die Öffentlichkeit wurden nicht informiert oder in die Entscheidungen über die Vergabe eingebunden. Dies bestritt Machens jedoch stets. In der Hauptverhandlung sagten zudem mehrere Zeugen aus, dass der ehemalige Oberstadtdirektor und der ehemalige CDU-Fraktionsvorsitzende von dem Verein gewusst hätten. Einen handfesten Beweis gab es jedoch nicht. Machens’ Kritiker werteten diesen Umstand später als Beleg für ihre Ansicht, der Oberbürgermeister nutze seinen Rückhalt in der Hildesheimer Bevölkerung, um an den Partei- und Ratsgremien vorbei „Politik nach Gutsherrenart“ zu betreiben.
Im Jahr 2000 stellte ein Konsortium aus den Unternehmen Ruhrgas Energie Beteiligungs-AG (Tochter der Ruhrgas AG, heute E.ON Ruhrgas) und Thüga AG (Tochter der E.ON AG, heute E.ON Ruhrgas) dem „Pecunia“-Verein eine Summe von einer Million DM zur Verfügung. Beide Unternehmen hatten im selben Zeitraum Anteile an den Hildesheimer Stadtwerken erworben, deren Aufsichtsratsvorsitzender zu diesem Zeitpunkt Machens war. Die Staatsanwaltschaft ging von einem direkten Zusammenhang aus und erhob gegen Machens und zwei Stadtwerke-Manager Anklage wegen Bestechlichkeit.
Im Frühjahr 2005 wurden alle drei Angeklagten vom Landgericht Hildesheim von den Vorwürfen freigesprochen. Machens erklärte daraufhin seine Kandidatur für das Amt des hauptamtlichen Oberbürgermeisters der Stadt Hildesheim. Da die CDU zu diesem Zeitpunkt mit Ulrich Kumme bereits einen anderen Kandidaten nominiert hatte, trat Machens als Bewerber des „Bündnis!“ an, woraufhin er von der CDU ausgeschlossen werden sollte. Bevor es soweit kam, verließ er die Partei freiwillig.
Am 11. Mai 2006 hob der Bundesgerichtshof (BGH) den Freispruch nach Revision der Staatsanwaltschaft auf. Vor der Wirtschaftsstrafkammer am Landgericht Göttingen begann am 21. März 2007 ein neuer Prozess, in dessen Verlauf die Verfahren gegen Machens’ Mitangeklagte gegen Geldauflagen eingestellt wurden. Machens selbst erhielt am 12. Juli 2007 wegen Untreue zu Lasten der Stadt Hildesheim eine Freiheitsstrafe von sechs Monaten auf Bewährung. Als Bewährungsauflage legten die Richter gemäß § 56b, Abs. 2, Nr. 4 StGB eine Zahlung von 5000 Euro an die Staatskasse fest. Gegen das Urteil legte er zunächst Revision ein, zog diese aber später zurück. Das Urteil empfand er dennoch als „ungerecht“.
Nach niedersächsischem Beamtenrecht konnte Machens im Amt bleiben, obwohl er als vorbestraft galt. Die automatische Amtsenthebung droht einem Wahlbeamten in Niedersachsen erst ab einem Jahr Freiheitsstrafe. Einen Rücktritt schloss Machens bereits kurz nach der Urteilsbegründung aus: Die Bürger hätten vom Pecunia-Verfahren gewusst und ihn trotzdem gewählt.